# دالي إم. كوشران
دالي إم. كوشران هو سياسي أمريكي، ولد في 20 نوفمبر 1928 في فورت دودج في الولايات المتحدة، وتوفي في 27 أغسطس 2018 في ويست دي موينز في الولايات المتحدة بسبب سرطان المعدة. نشط حزبياً في الحزب الديمقراطي. وقد انتخب عضو مجلس نواب ولاية آيوا ‏.